# بوبي دان
بوبي دان (بالإنجليزية: Bobby Dunn)‏ هو ممثل أمريكي، ولد في 28 أغسطس 1890 في الولايات المتحدة، وتوفي في 24 مارس 1937 بهوليوود في الولايات المتحدة.

## وصلات خارجية
- بوبي دان على موقع IMDb (الإنجليزية)
- بوبي دان على موقع قاعدة بيانات الفيلم (الإنجليزية)